# ハールシュレヴェリュー
ハールシュレヴェリュー (Hárslevelű) (ハンガリー)は、リボヴィナ (スロバキア)、フルンザ・デ・テイ (ルーマニア)、リンデンブラットリガー (ドイツ)およびフェイユ・ド・ティヨル (フランス)とも呼ばれるブドウ品種で、Vitis vinifera種の亜種のPontian Balcanicaに属する。
ハールシュレヴェリューの名はこれらの各言語で "ライムの葉"を意味している。このブドウはカルパチア盆地の原産で、いくつかのハンガリーワイン生産地域で栽培されているが、最も顕著に栽培されているショムローの小生産地域や、特にトカイ丘陵では、フルミントとブレンドされ、トカイ・アスーや他のデザートワインが作られている。また、スロバキアの生産地域のトカイ地域(トカイはハンガリーとスロバキアにまたがっている)でも同様のワインが生産されている。単一品種のドライワインとして発酵製造されたハールシュレヴェリューは、スパイスや花粉、セイヨウニワトコのような強烈な香りを持つ緑から金色を帯びたフルボディで深みのあるワインを生み出す可能性を秘めている。また、ハールシュレヴェリューは南アフリカでも栽培されている。

## 別名
ハールシュレベリューは下記に示す別名でも呼ばれている。
Budai Goher, Feuille de Tilleul, Frunza de Tei, Frunze de Tei, Gars Levelyu, Garsh Levelyu, Garsleveliu, Garsz Levelju, Gorsh Levelyu, Hachat Lovelin, Harch Levelu, Harchlevelu, Hars Levelu, Hars Levelü, Hárs Levelű, Hars Levelyu, Harslevele, Hárslevele, Harst Leveliu, Harzevelu, Hosszúnyelű Fehér, Kerekes, Kereklevelű, Lämmerschwanz, Lämmerschwanz, Weisser, Lidenblättriger, Lindenblätrige, Lindenblättrige, Lindenblättriger, Lindenblütrige, Lindener, Lipolist, Lipolist Biyali, Lipovina, Musztafer, Nöthab, Tarpai, Tokai, Tokay, and Vörös.